# Christianshavn

I distretti del comune di Copenaghen:
A: Indre By ("Centro di Copenaghen")
B: Christianshavn
C: Indre Østerbro ("Østerbro interno")
D: Ydre Østerbro ("Østerbro esterno")
E: Indre Nørrebro ("Nørrebro interno")
F: Ydre Nørrebro ("Nørrebro esterno")
G: Bispebjerg
H: Vanløse
I: Brønshøj-Husum
J: Vesterbro
K: Kongens Enghave
L: Valby
M: Vestamager
N: Sundbyvester
O: Sundbyøster

Christianshavn è un quartiere di Copenaghen, in Danimarca.
Amministrativamente fa parte del distretto di Indre By, ma fino al 2006 era un distretto autonomo.
Fu fondato all'inizio del XVII secolo dal re Cristiano IV come isola artificiale a scopo difensivo nel complesso delle nuove fortificazioni della città. Originariamente il quartiere sorto sull'isola si ispirava alle città mercantili olandesi, ma venne presto incorporato nel tessuto storico di Copenaghen.